# Duitse ijshockeyploeg (mannen)
De Duitse ijshockeyploeg is een team van ijshockeyers dat Duitsland vertegenwoordigt bij internationale wedstrijden en staat regelmatig in de top-10 van de IIHF-wereldranglijst.
Duitsland veroverde in 1930 en 1953 (de laatste keer als Bondsrepubliek Duitsland) zilver op het wereldkampioenschap ijshockey en in 1932 en 1934 brons. 
Het veroverde op de Olympische Spelen brons in 1932 en 1976 (de laatste keer als Bondsrepubliek Duitsland).